# Уоллес, Тоби
Тоби Уоллес (англ. Toby Wallace; род. 6 июня 1995, Соединённое Королевство) — австралийский актёр британского происхождения, известный ролью в фильме «Молочные зубы» (2019), за которую был награждён премией Марчелло Мастроянни на 76-м Венецианском кинофестивале, а также AACTA в категориях «Лучшая мужская роль».

## Биография
Родился в Англии 6 июня 1995 года, прожив в с стране до восьми лет. После переезда с семьёй в Австралию, до 6-го класса посещал там начальную школу Джелс-Парк в пригороде Мельбурна Уиллерс-Хилл, а затем перешёл в гимназию Колфилда, где обучался драматическому искусству и театральному мастерству.

### Карьера
Дебютировал в полнометражном кино в тринадцатилетнем возрасте — фильмом «Счастливая страна» (2009) австралийского режиссёра Крива Стендерса. За роль в котором был номинирован на премию Австралийского института кино как «Лучший молодой актёр».
В 2012 году сыграл роль в телефильме «Файлы из подбрюшья: Человек, который ушёл». В том же году на непродолжительное время присоединился к актёрскому составу мыльной оперы «Соседи».
В 2014 году Уоллес перевоплотился в юного Майкла Хатченса для мини-сериала о рок-группе INXS — «Нас никогда не разлучить: Нерассказанная история INXS».
Уоллес сыграл одного из центральных персонажей в австралийском фильме «Острое несчастье» с Дэниелом Хеншаллом в главной роли, а также снялся в мини-сериале «Скины́», выпущенном в 2018 году.
В 2022 году исполнил роль Стива Джонса, гитариста группы Sex Pistols, в британском мини-сериале «Пи́стол» режиссёра Дэнни Бойла. Спустя два года появился в фильме «Байкеры», где составил компанию Остину Батлеру и Тому Харди.

## Фильмография
| Год  |    | Русское название                                      | Оригинальное название                  | Роль                          |
| ---- | -- | ----------------------------------------------------- | -------------------------------------- | ----------------------------- |
| 2009 | ф  | Dark Frontier                                         | Dark Frontier                          | Том                           |
| 2011 | ф  | Surviving Georgia                                     | Surviving Georgia                      | Элби                          |
| 2011 | тф | Файлы из подбрюшья: Человек, который ушёл             | Underbelly Files: The Man Who Got Away | Дэвид-младший                 |
| 2012 | с  | Соседи                                                | Neighbours                             | Кори О’Донахью                |
| 2013 | ф  | Возвращение на остров Ним                             | Return to Nim's Island                 | Эдмунд                        |
| 2013 | ф  | The Last Time I Saw Richard                           | The Last Time I Saw Richard            | Джона (короткометражный)      |
| 2013 | ф  | Galore                                                | Galore                                 | Дэнни                         |
| 2013 | ф  | 10 мгновений судьбы                                   | The Turning                            | Блэки                         |
| 2013 | ф  | Grandad                                               | Grandad                                |                               |
| 2013 | ф  | A Great Man                                           | A Great Man                            | Дасти (короткометражный)      |
| 2014 | с  | Нас никогда не разлучить: Нерассказанная история INXS | INXS: Never Tear Us Apart              | Майкл Хатченс в юности        |
| 2014 | тф | Parer’s War                                           | Parer’s War                            | Лейтенант Рон «Джуди» Гарланд |
| 2014 | с  | It’s a Date                                           | It’s a Date                            | Нэйтан                        |
| 2016 | ф  | St Elmo                                               | St Elmo                                | Джошуа (короткометражный)     |
| 2016 | ф  | Мальчики на деревьях                                  | Boys in the Trees                      | Кори                          |
| 2017 | ф  | Smashed                                               | Smashed                                | Дин (короткометражный)        |
| 2017 | ф  | Tangles and Knots                                     | Tangles and Knots                      | Тейлор (короткометражный)     |
| 2018 | ф  | Entrenched                                            | Entrenched                             | Томас (короткометражный)      |
| 2018 | ф  | Адское невезение                                      | Acute Misfortune                       | Эрик Дженсен                  |
| 2018 | ф  | Nursery Rhymes                                        | Nursery Rhymes                         | металлист (короткометражный)  |
| 2018 | с  | Бритоголовые                                          | Romper Stomper                         | Кейн                          |
| 2019 | ф  | Молочные зубы                                         | Babyteeth                              | Моисей                        |
| 2019 | с  | Общество                                              | The Society                            | Кэмпбелл Элиот                |
| 2022 | с  | Пи́стол                                                | The Pistol                             | Стив Джонс                    |
| 2023 | ф  | Крупный улов                                          | Finestkind                             | Чарли                         |
| 2023 | ф  | Байкеры                                               | The Bikeriders                         | Кид                           |
| 2024 | ф  | Эдем                                                  | Eden                                   | Роберт Филлипсон              |
| 2025 | ф  | Последние дни Джона Аллена Чау                        | The Last Days of John Allen Chau       | TBA                           |